# Волков, Эдуард Петрович
Эдуа́рд Петро́вич Во́лков (18 июля 1938, Ново-Чайкино, Донецкая область — 4 июня 2025, Москва) — российский учёный-энергетик, академик РАН (2006).
Генеральный директор Открытого акционерного общества «Энергетический институт им. Г. М. Кржижановского» (1986—2016). Заведующий кафедрой «Котельные установки» Московского энергетического института (1987—2000), проректор по учебной работе (УМО) (1987—2000). Специалист в области моделирования процессов горения и переработки твердых топлив, профессор. Член-корреспондент (1997), академик РАН (2006) — Отделение энергетики, машиностроения, механики и процессов управления.

## Биография
Окончил Московский энергетический институт по специальности: инженер-теплоэнергетик (1961). Доктор технических наук. Среди его учеников 5 докторов и 15 кандидатов наук.
Председатель Комитета по вопросам возобновляемой энергии Всемирного экономического совета. Вице-президент Международного московского энергетического дома. Член руководства Европейского энергетического клуба.
Э. П. Волков исследовал новые процессы пиролиза битуминозных сланцев (монография «Гидродинамика и кинетика пиролиза угля и битуминозных сланцев»).
Им выполнен анализ образцов крупнейших в мире залежей нефтяных сланцев.
Он создал лаборатории и испытательные установки по переработке горючих сланцев методом пиролиза с использованием твёрдых теплоносителей. При его участие осуществлён пуск в эксплуатацию первой в мире энерготехнологической установки по пиролизу сланцев. Разработаны новые технологии сжигания топлива в прямоточно-вихревом факеле. Созданы новые экологически чистые технологии каталитического горения топлива, внедрены прямоточно-вихревые факела на действующих котлоагрегатах (90 котлов), пущены в эксплуатацию первые в мире установки по пиролизу сланца и каталитические энергоустановки.
С его участием была построена экспериментальная установка, перерабатывающая 500 тонн горючих сланцев в сутки. Построено крупнейшее в мире предприятие по промышленной переработке 1 млн тонн сланцев в год.
Э. П. Волков занимался подготовкой раздела стратегии развития электроэнергетики РФ в Энергетической стратегии России на период до 2020 года.
Эдуард Петрович Волков умер 4 июня 2025 года. Похоронен в Москве на Троекуровском кладбище (участок 34).

## Заслуги
- Лауреат Международной энергетической премии «Глобальная энергия» (2008), Государственной премии СССР (1986), премий Правительства РФ в области науки и техники (2003[3] и 2009[4]), премии имени Г. М. Кржижановского РАН (2003).
- Награждён орденами «За заслуги перед Отечеством» IV степени, орденом Александра Невского (2024)[5], Почёта и «Знак Почёта», Офицер Королевского ордена Сахаметреи (Камбоджа).

## Труды
- Газоотводящие трубы ТЭС и АЭС (1987)
- Кинетика и гидродинамика пиролиза углей и сланцев (1994)
- Контроль загазованности атмосферы выбросами ТЭС (1986)
- Моделирование горения твердого топлива (1994)
- Учебное пособие по курсу «Охрана окружающей среды». Источники, состав и контроль выбросов промышленных предприятий (1988)
- Учебное пособие по курсу «Охрана окружающей среды». Определение предельно допустимых выбросов ТЭС (1987)
- Учебное пособие по курсу «Охрана природы». Методы расчета приземных концентраций вредных веществ в атмосферном воздухе (1991)
- Энергетические установки электростанций (1983)
- Энергетика: достижения и проблемы (1985)